# قطعنامه ۱۷۶۴ شورای امنیت
قطعنامه ۱۷۶۴ شورای امنیت سازمان ملل متحد که در تاریخ ۲۹ ژوئن ۲۰۰۷ تصویب شد، سندی بین‌المللی دربارهٔ بررسی وضعیت در بوسنی و هرزگوین است. این قطعنامه طی نشست ۵۷۱۳ام با ۱۵ رای موافق، ۰ مخالف و ۰ ممتنع تصویب شد.